# Колясникова
Колясникова — деревня в Камышловском районе Свердловской области России, входит в состав Обуховского сельского поселения.

## Географическое положение
Деревня Колясникова расположена в 14 километрах (по автодороге в 18 километрах) к юго-западу от города Камышлова, на правом берегу реки Малой Калиновки — правого притока реки Большой Калиновки (бассейн реки Пышмы).

## Население
| 2002 | 2010 | 2021 |
| ---- | ---- | ---- |
| 137  | ↘130 | ↘76  |